# Leonhard Seppala

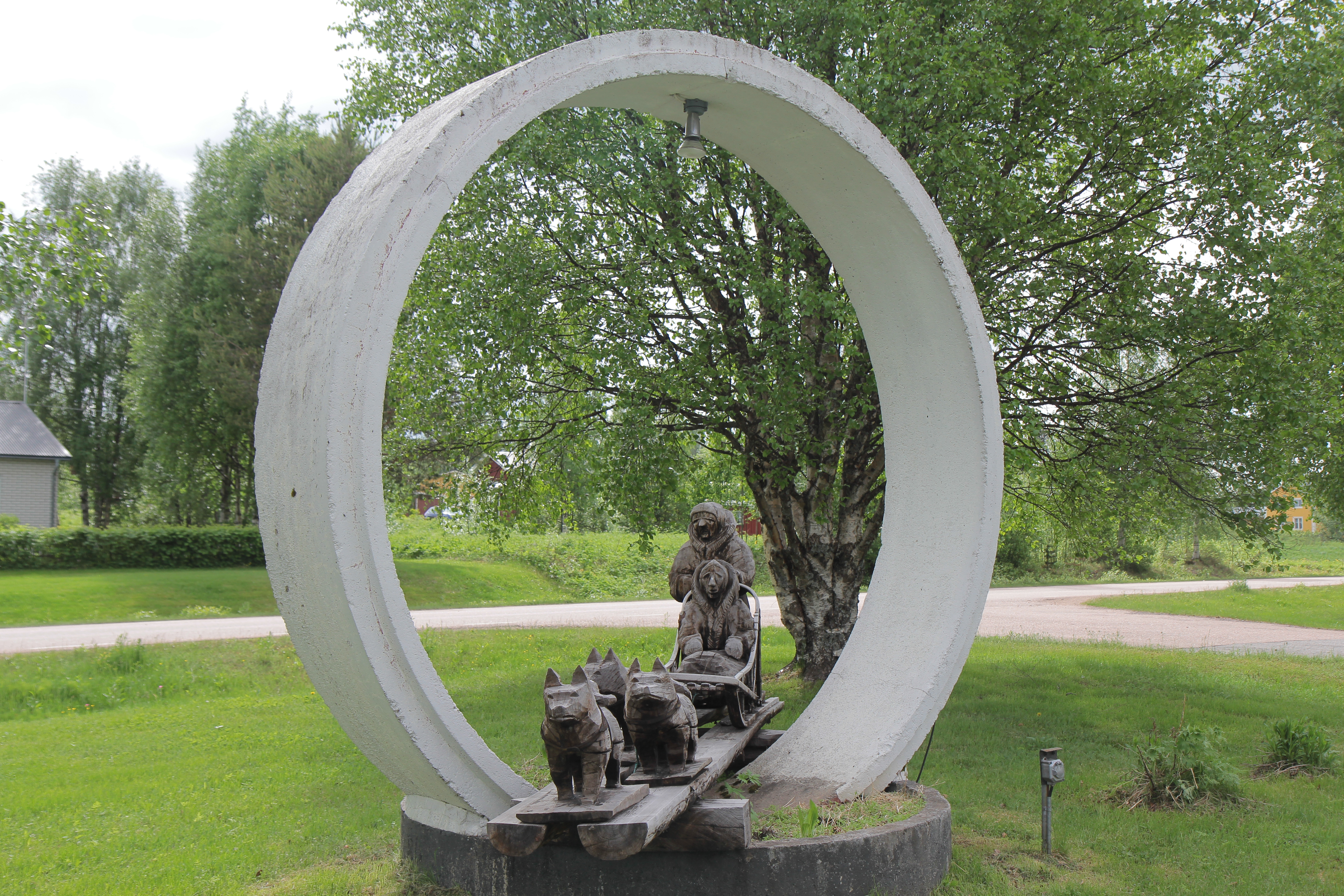
Minnesmärket över Leonhard Seppala, avbildad tillsammans med frun Constance, i Junosuando

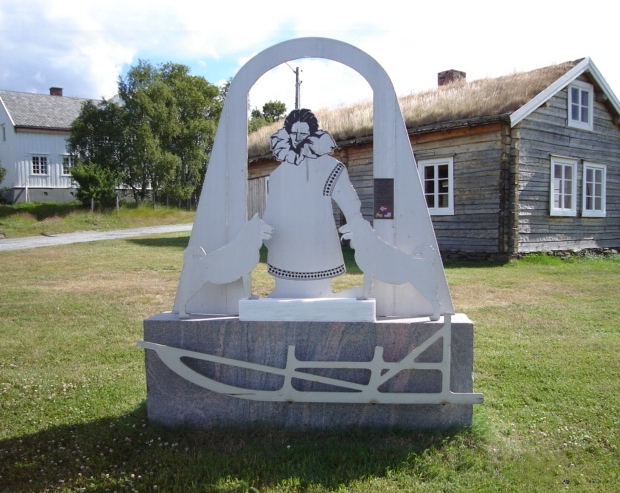
Minnesmärke över Leonhard Seppala i Skibotn

Leonhard Seppala, född 14 september 1877 i Skibotn i Norge, död 28 januari 1967 i Seattle i USA, var en norskfödd amerikansk slädhundsförare.
Leonhard Seppala var av tornedalskt ursprung. Han var äldsta barnet till Isak Isaksson Seppälä, som var född i Junosuando, och Anne Henrikka Henriksdatter från Lyngens kommun. Då han var två år gammal flyttade familjen till Skjervøy, där fadern livnärde sig som smed och fiskare och byggde upp en ganska stor gård. 
Tolv år gammal deltog Leonard Seppala i fiske i Finnmark, något som han fortsatte med varje vinter till 1897. Här träffade han Jafet Lindeberg, som senare reste till Alaska, hittade guld och var med om att grundlägga staden Nome.
Vid 20 års ålder flyttade Leonhard Seppala till Kristiania, där han arbetade några månader på Akers mekaniske verksted och senare på C. F. Andersens smedja, där han blev gesäll. Han återvände till Skjervøy för att arbeta i pappans smedja.
År 1899 läste han om guldfynden i Klondike i Kanada. Kamraten Jafet Lindeberg kom tillbaka från Amerika med mängder av guld, och sade sig vara villig att låna Leonhard Seppala pengar till biljett. Han satte sig på båten till USA 1900 och reste vidare till Nome via Seattle. 
Leonhard Seppala gifte sig 1908 med Constance från Belgien. Hon var också hundförare och hade kommit till Nome 1905. 
Leonhard Seppala fick internationell ryktbarhet genom sin avgörande roll i genomförande av Serumtransporten till Nome i januari 1925. Med sitt hundspann med ledarhunden Togo genomförde han den längsta och svåraste etappen i den stafetttransporten för att rädda staden Nome från en svår difteriepidemi.
Han kom på andra plats i slädhundskörning som var demonstrationssport under olympiska vinterspelen 1932 i Lake Placid.
Det finns minnesmärken över Leonhard Seppala i Skibotn och i Junosuando. En av hans hundar, Balto, står staty i Central Park i New York.